# Unrockbar
Unrockbar ist ein Lied der deutschen Punkrock-Band Die Ärzte. Der Song ist die erste Singleauskopplung ihres zehnten Studioalbums Geräusch und wurde am 15. September 2003 veröffentlicht.

## Inhalt
Farin Urlaub singt Unrockbar aus der Sicht eines Mannes, der schockiert feststellt, dass seine Freundin Rockmusik nicht mag. So hört sie lieber Ricky Martin, Shakira oder Schlager statt Beatsteaks. Er bezeichnet sie deshalb als „unrockbar“ und macht ihr deutlich, dass ihre Beziehung unter diesen Umständen keine Zukunft habe. Trotzdem versucht er, sie weiterhin davon zu überzeugen, „dass der Rock die Welt regiert“.

„Ja, du hast uns schon gesehen vor dem Traualtar

Baby, das wird nie geschehen

Du bist ganz und gar

Unrockbar, unrockbar

Yeah, yeah, yeah, unrockbar“

## Produktion
Der Song wurde von dem deutschen Musikproduzenten Uwe Hoffmann in Zusammenarbeit mit Die Ärzte produziert. Als Autor fungierte Sänger Farin Urlaub.

## Musikvideo
Bei dem zu Unrockbar gedrehten Musikvideo führte der Regisseur Norbert Heitker Regie. Es verzeichnet auf YouTube bis Juli 2021 mehr als 5,7 Millionen Aufrufe.
Im Video spielt Farin Urlaub einen Mann namens Jens, der an einem Selbsthilfe-Seminar zum Thema „Rock“ teilnimmt. Unter den Teilnehmern befinden sich ebenfalls die Bandmitglieder Bela B und Rodrigo González. In der Sitzung spielt die Lehrerin eine Schallplatte mit Rockmusik ab, was bei allen Anwesenden zu verstörten Reaktionen und bei Bela B zu einem Erstickungsanfall führt. Nach Aufforderung der Lehrerin rettet Farin Urlaub schließlich Bela B vor dem Ersticken. Daraufhin wechselt die Szenerie und die Teilnehmer notieren Begriffe zu Bildern, die von einem Projektor an die Wand geworfen werden. Im weiteren Verlauf des Kurses befindet sich die Gruppe mit Radios in einem Park und zerstört sie, als Rockmusik gespielt wird. Anschließend wirft Farin Urlaub im Park auf Anweisung der Lehrerin einen Fernseher durch ein aufgestelltes Fenster, während ihm alle anderen applaudieren. Schließlich befinden sich die Teilnehmer auf einem Die-Ärzte-Konzert, das sie jedoch wenig später schockiert verlassen. Draußen treffen sie auf eine Armee aus den Die-Ärzte-Mitgliedern, die zum Song im Gleichschritt durch die Straßen marschieren, was die Seminarteilnehmer in den Wahnsinn zu treiben scheint. In der letzten Szene sitzt Farin Urlaub allein in einem Raum und spielt die Melodie des Songs nach, indem er mit einem kleinen Hammer auf Steine klopft.
Das Video wurde beim VIVA Comet 2004 in der Kategorie Video national nominiert, unterlag jedoch dem Video zu Troy von Die Fantastischen Vier.

## Single

### Covergestaltung
Das Singlecover zeigt eine Steckdose an einer beigen Wand, in die ein Kabel eingesteckt ist. Mitten im Bild befindet sich der Titel Unrockbar in Weiß, der weiße Schriftzug die ärzte steht oben rechts über der Steckdose.

### Titelliste
1. Unrockbar – 3:47
2. Kontovollmacht … – 4:39
3. Aus dem Tagebuch eines Amokläufers – 2:37
4. Dolannes Melodie (live) – 7:42

### Chartplatzierungen
Unrockbar stieg am 29. September 2003 auf Platz eins in die deutschen Singlecharts ein und belegte in den folgenden Wochen die Ränge zehn und fünf. Insgesamt hielt sich der Song neun Wochen lang in den Top 100, davon drei Wochen in den Top 10. In Österreich erreichte die Single Position neun und hielt sich elf Wochen in den Charts, während sie in der Schweiz Platz 27 belegte und sich fünf Wochen lang in den Top 100 halten konnte. In den deutschen Single-Jahrescharts 2003 erreichte das Lied Rang 75.
| ChartsChartplatzierungen | Höchstplatzierung | Wochen |
| ------------------------ | ----------------- | ------ |
| Deutschland (GfK)        | 1 (9 Wo.)         | 9      |
| Österreich (Ö3)          | 9 (11 Wo.)        | 11     |
| Schweiz (IFPI)           | 27 (5 Wo.)        | 5      |

| ChartsJahrescharts (2003) | Platzierung |
| ------------------------- | ----------- |
| Deutschland (GfK)         | 75          |